# Kołokolin
Kołokolin (ukr. Колоколин) – wieś na Ukrainie, w obwodzie iwanofrankiwskim, w rejonie rohatyńskim. 
W II Rzeczypospolitej w powiecie rohatyńskim województwa stanisławowskiego. W latach 1943–1944 nacjonaliści ukraińscy z OUN-UPA zamordowali tutaj 15 Polaków.